# Municipio de Pherrin
El municipio de Pherrin (en inglés: Pherrin Township) es un municipio ubicado en el condado de Williams en el estado estadounidense de Dakota del Norte. En el año 2010 tenía una población de 276 habitantes y una densidad poblacional de 2,97 personas por km².

## Geografía
El municipio de Pherrin se encuentra ubicado en las coordenadas 48°14′26″N 103°32′54″O / 48.24056, -103.54833. Según la Oficina del Censo de los Estados Unidos, el municipio tiene una superficie total de 92.83 km², de la cual 92,67 km² corresponden a tierra firme y (0,17 %) 0,16 km² es agua.

## Demografía
Según el censo de 2010, había 276 personas residiendo en el municipio de Pherrin. La densidad de población era de 2,97 hab./km². De los 276 habitantes, el municipio de Pherrin estaba compuesto por el 93,12 % blancos, el 4,35 % eran amerindios y el 2,54 % eran de una mezcla de razas. Del total de la población el 0,36 % eran hispanos o latinos de cualquier raza.